# Фридрих Фердинанд Леопольд Австрийский
Эрцгерцог Фридрих Фердинанд Леопольд Австрийский (нем. Friedrich Ferdinand Leopold von Österreich; 14 мая 1821, Вена, Австрийская империя — 5 октября 1847, Венеция) — флотоводец, вице-адмирал Императорско-Королевского флота, эрцгерцог Австрийский.

## Биография
Представитель Габсбург-Лотарингского дома. Третий сын Карла Тешенского, родоначальника тешинской ветви,  Генриетты Нассау-Вейльбургской, дочери князя Фридриха Вильгельма Нассау-Вейльбургского. Внук императора Священной Римской империи Леопольда II и императрицы Марии-Луизы Испанской со стороны отца.
Получил прекрасное образование. Был учеником Франца фон Хауслаба, выдающегося военного специалиста в области артиллерии и картографии.
В 1836 году добровольно начал служить на флоте ВМС Австрии, став первым членом императорского дома, выбравшим морскую карьеру. В 1837 году на фрегате «Медея» отправился в Венецию, где обучался морскому делу. Закончил подготовку в чине капитана.
В 1838 году перенёс серьёзную болезнь в Венеции. В 1839 году вместе с дипломатом Антоном фон Прокеш-Остеном принял участие в экспедиции на Ближний Восток. Летом 1840 года в ходе Турецко-египетской войны (1839—1841), командуя фрегатом SMS Guerriera, участвовал в военной интервенции объединённых сил Великобритании, Османской и Австрийской империй в Сирию против наместника Египта Мухаммеда Али.
Союзники турецкого султана оккупировали почти всю Сирию, заставив Мухаммеда Али принять неблагоприятные для него мирные условия. Эрцгерцог проявил мужество, командуя фрегатом во время взятия крепости в Сидоне близ Бейрута.
После бомбардировки крепости Акко близ Хайфы 3 ноября 1840 года лично возглавил небольшую десантную группу австрийских, британских и османских войск и захватил цитадель Акко после чего египетский гарнизон бежал. Поднял турецкие, британские и австрийские флаги над захваченной крепостью.
За отвагу был награждён рыцарским Военным орденом Марии Терезии, российским орденом Святого Георгия 4-й степени (по списку Григоровича — Степанова № 6173) и прусским Pour le Mérite.
В 1841 году стал командиром прибрежной зоны Венеции.
В 1842 году с целью изучения опыта британских ВМС, посетил Алжир и Англию. 21 августа 1844 года в возрасте двадцати трёх лет стал вице-адмиралом и верховным главнокомандующим Императорского австрийского флота. Заложил основу для преобразования военно-морских сил своей страны менее «венецианскими», но более «австрийскими». Реформировал флот в соответствии с современными принципами крупнейших европейских держав. Уделял большое внимание подготовке флотской молодежи. У Фридриха был большой личный интерес к флоту и с ним австрийские военно-морские силы получили своего первого влиятельного сторонника из рядов Имперской семьи. Это имело решающее значение, поскольку морская держава никогда не была приоритетом австрийской внешней политики, а сам флот был относительно мало известен и не поддерживался общественностью. Эрцгерцог Фридрих Фердинанд Леопольд смог привлечь значительное общественное внимание и средства в течение короткого периода, когда флот был активно поддержан представителем Габсбургов. Следуя примеру Фридриха, эрцгерцоги Фердинанд Максимилиан (1832—1867) и Франц Фердинанд (1863—1914) позже стали активными продолжателями его дела по развитию Императорско-Королевского флота Австро-Венгрии.
В 1845 году Фридрих был торжественно принят в Мальтийский орден. Тогда же велись переговоры о назначении Фридриха Фердинанда Леопольда Великим магистром Ордена.
Умер в 1847 году в возрасте двадцати шести лет, заболев жёлтой лихорадкой. Похоронен в Императорском склепе в Капуцинеркирхе в Вене.
Женат не был и не оставил потомства.
В память о Эрцгерцоге Фридрихе Фердинанде Леопольде было названо несколько кораблей, включая большой парусник SMS Erzherzog Friedrich и эскадренный броненосец «Его Величества Корабль Эрцгерцог Фридрих» (1902).